# تازه‌آباد (بخش مرکزی لنگرود)
تازه‌آباد روستایی در دهستان چاف بخش مرکزی شهرستان لنگرود استان گیلان ایران است.

## جمعیت
بر پایه سرشماری عمومی نفوس و مسکن در سال ۱۳۹۵ جمعیت این روستا ۱۲۰ نفر (۴۸خانوار) بوده‌است.